# 15716 Narahara
15716 Narahara è un asteroide della fascia principale. Scoperto nel 1989, presenta un'orbita caratterizzata da un semiasse maggiore pari a 2,7763225 UA e da un'eccentricità di 0,1890367, inclinata di 15,24560° rispetto all'eclittica.